# Geschichte des Kölner Theaters
Die Geschichte des Kölner Theaters beginnt im Mittelalter. Zwar gibt es Hinweise auf die Existenz eines antiken Kölner Theaters in der römischen CCAA, wie es auch für andere Römerstädte (z. B. Mainz, Trier oder Xanten) nachgewiesen ist. Trotz dieser in römischer Vergangenheit gepflegten Kultur des Theaterspiels findet ein unmittelbares Anknüpfen an diese Zeit und Form erst nach Jahrhunderten statt. Köln war im Mittelalter zwar eine der bedeutendsten Städte Europas, die Stadt hatte jedoch keine Bedeutung im Theaterwesen. Die Unentschlossenheit der Bürgermeister über Jahrhunderte hinweg markierte Köln als Ausnahme unter deutschen Großstädten im Theaterwesen. Nach dem Wiederaufleben dieser Kunst unterlag das Theaterspiel dann auch in Köln einem Wandel zur Neuzeit.

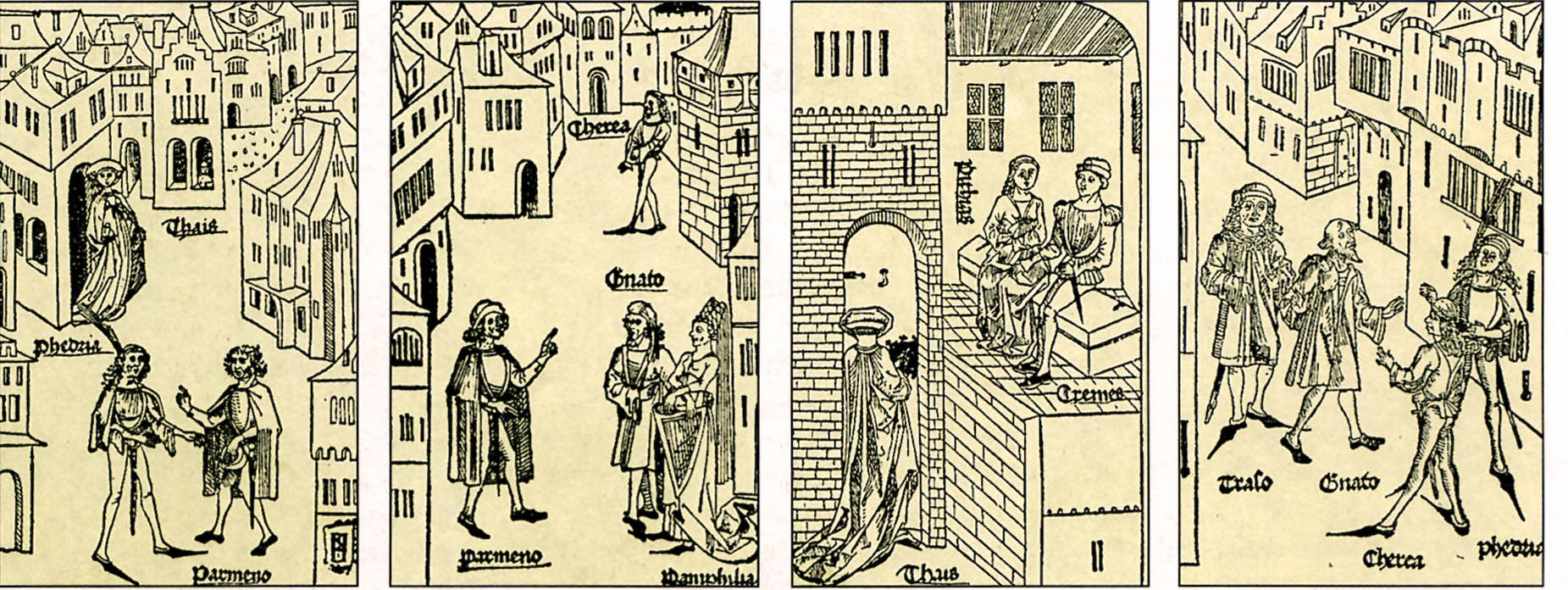
Terenzbühnenbild um 1496, aus einer Basler Terenz Ausgabe

## Vorläufer des Kölner Theaters
War im Mittelalter das „Schauspiel“ vorrangig eine kirchliche Angelegenheit (Mysterien- und Passionsspiele), indem den Gläubigen meist an Feiertagen inszenierte Darbietungen der Heiligengeschichten geboten wurden, so erlebten die Kölner Bürger neben den improvisierten Burlesken und aufkommenden Fastnachtsspielen im Jahr 1539 erstmals die Aufführung eines Dramas als Aufführung eines bürgerlichen Ensembles.

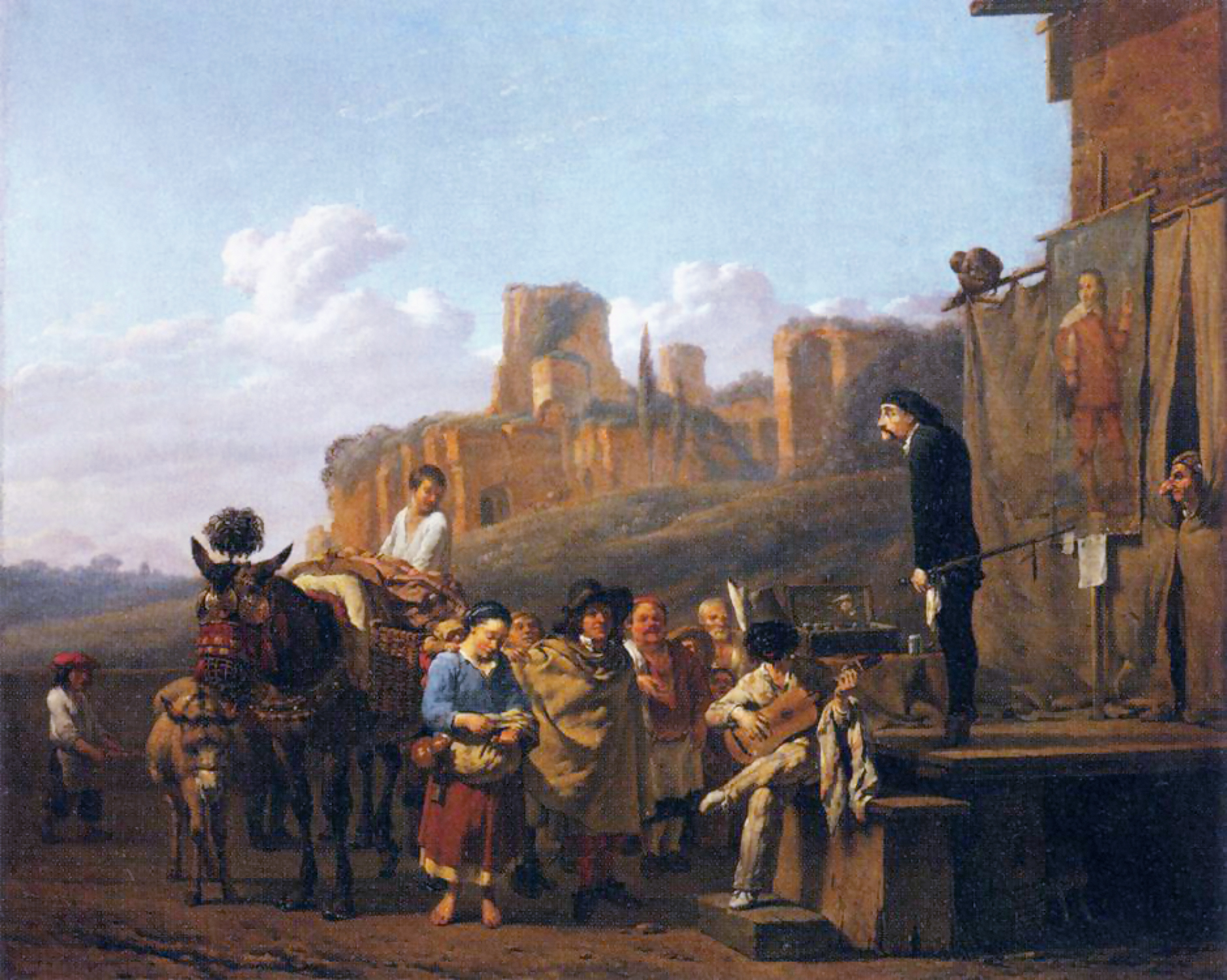
Commedia-dell’arte-Aufführung auf einem improvisierten Spielgerüst, Gemälde von Karel Dujardin, 1657

Gezeigt wurde das Stück Homolus oder der Sünden loin ist der Toid des Buchdruckers Jaspar von Gennep (um 1500–1564). Sein Bühnenerfolg zeigte die fortschreitende Verweltlichung des Denkens, in dem das Bürgertum auch diese Kultur nach und nach selbst in die Hand nahm. Da bei den kirchlichen Spielen des Mittelalters für die Darsteller weder das eigene Vergnügen an der künstlerischen Betätigung im Mittelpunkt stand, noch der Anreiz einer Gage gegeben war, waren es emotionslose kultische oder rituelle Abläufe. So waren die „Homulus“ Darsteller allesamt Laien aus der Kölner Bürgerschaft, welche mit Eifer und Talent einer kunstvoll angelegten Handlungsführung folgten.
Großer Beliebtheit erfreuten sich, wie Hermann von Weinsberg berichtet, die von Bursen aufgeführten Dramen. So wurde etwa die Tragödie des St. Laurentius 1581 erstmals von den Scholaren der Laurentianer Burse aufgeführt und jahrelang am Laurentiustag (10. August) vor zahlreichen Zuschauern wiederholt.

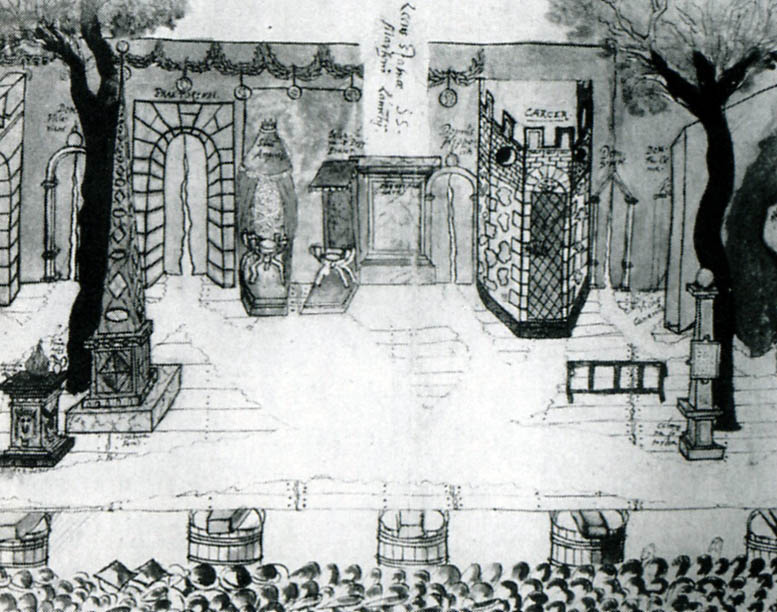
Theater der Kölner Laurentianer Burse um 1581

Das erste Druckstück, welches von Bertram von Hilden aus dem Jahre 1620 überliefert ist, ist ein Programm einer Schüleraufführung am Montaner-Gymnasium, in welchem ein Programmablauf des Dramas um den König Assuerus Xerxes beschrieben wurde.
Erst im 17. Jahrhundert wurden die Laienschauspieler nach dem Vorbild englischer Komödiantentruppen, welche mit Wanderbühnen über Land zogen, zu Berufsschauspielern. So verbanden sie das Angenehme mit dem Nützlichen und verdienten mit schauspielerischem Talent ihren Lebensunterhalt. Die Darbietungen fanden meist an Nachmittagen und zunächst unter freiem Himmel statt. Später wurden eigens für die Vorstellungen aus Brettern ein Podium am Rand belebter Gassen oder auf Plätzen, wie dem Heumarkt, errichtet. Die ersten Theaterbauten Kölns waren keine fürstlichen Gebäude, sondern Privattheater oder städtische Liegenschaften. Zu letzteren gehörte das – sehr häufig für Theateraufführungen genutzte – „Ballhaus auf der Apostelstraße“, ein Saal des Bruloff-Hauses am Quatermarkt (gegenüber dem Gürzenich) mit einer Kapazität für 800 Personen. Dieses Haus gehörte Anfang des 14. Jhdts. der Familie Quatermarkt (vorher Hartmann dem Wisen), bis 1417 der Familie Hardevust von Vaitalmershoven und gelangte 1561 an die Stadt. Es begann 1595 als „Katzbahn“ und ist seit 1648 als Ballhaus bezeugt; sein Pächter war Niclas Kisselstein. Es wurde 1827 wegen Baufälligkeit abgerissen. Als Theater fungierte auch das „Gebuirhaus“ der Pfarre St. Brigiden am Alter Markt. Zu dieser Zeit unterlagen alle Vorstellungen der Aufsicht des Kölner Rates. Daneben gab es seit dem 17. Jhdt. in unregelmäßigen Abständen Vorstellungen in mehreren Zunfthäusern.

## Holzhaus am Neumarkt
Lange Zeit hatte der Kölner Rat den Versuchen, eine feste Bühne in der Stadt zu errichten, immer ablehnend gegenübergestanden. Franz Joseph Sebastiani, Prinzipal einer wandernden Theatergruppe, traf am 27. Mai 1763 auf dem Heumarkt mit seiner Wanderbühne ein und schlug dort ein „Bretterhaus zur Opera“ vor, was jedoch aufgrund von Bürgerprotesten nicht realisiert werden konnte. Der Weiterbau wurde am 11. Juni 1763 von der Stadt gestoppt. Am 14. Juni 1763 wies man ihm einen Platz auf dem Neumarkt zu, „an der Maur gegen St. Aposteln“. Am 8. Juli 1763 lud er den Rat der Stadt Köln dort zu einer Vorstellung ein. Sebastiani bat schließlich erneut in einem Schreiben vom 7. Juni 1765 die Stadt um Erlaubnis zur Errichtung eines „Komödienhauses“ – wiederum auf dem Neumarkt. Erst der Theaterleiter Johann Joseph Felix Edler von Kurtz, genannt Bernardon, konnte die Stadt überzeugen. Er baute im Mai 1768 sein Frankfurter Theater ab und ließ es per Schiff über den Rhein nach Köln transportieren. Das erste stationäre Theater „Deutsche Schaubühne“ eröffnete am 19. Mai 1768 in einem Holzhaus auf dem Neumarkt. Es handelte sich um ein einfaches vierstöckiges Fachwerkhaus, wo es im Winter zog und im Sommer zu heiß war, das auch als Stroh- und Heumagazin diente. Zur Eröffnung gab es die Oper La serva padrona von Giovanni Battista Pergolesi. Ein für die Eröffnung erstellter Zettel kündigte an, „dass die Deutsche Schaubühne des Herrn Joseph von Kurtz unter Paucken- und Trompettenschall … in dem Singspiele La serva padrona, so von ihm (Kurtz) selbst ins Deutsche übersetzt, auch mit 11 Arien und einem lustigen Chore …“ eröffnet würde. Dieser Bau war bereits 1779 baufällig, Aufführungen gab es noch bis 1783.

## Erstes feste Haus

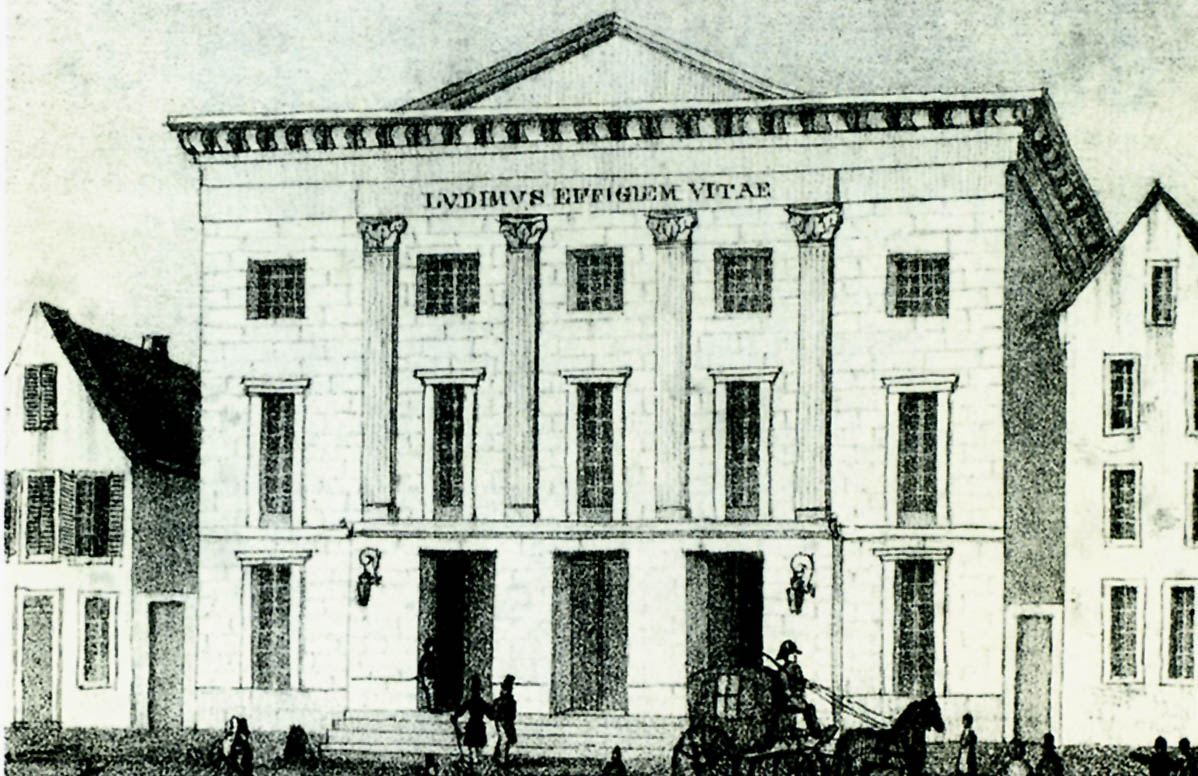
Theater an der Schmierstraße um 1869

Aufgrund eines Ratsbeschlusses vom 6. März 1782 erhielt der Bürgerhauptmann und Tanzsaalbesitzer Franz Caspar Rhodius die Lizenz für 24 Jahre, auf der Schmierstraße neben seiner Redoute ein gemauertes Komödienhaus durch Stadtbaumeister Johann Caspar Dechen errichten zu lassen. Die Schmierstraße wurde nach einem im Mittelalter hier ansässigen Fett- und Öl-Kaufhaus benannt. Am 10. März 1486 beschloss die Stadt die Entfernung der Dirnen aus der Straße. Baubeginn für das erste steinerne Theaterbauwerk war der 21. Februar 1782. Alle wichtigen, gegen Entgelt organisierten Lustbarkeiten mussten im neuen Komödienhaus mit einem Fassungsvermögen von 800 Plätzen stattfinden. Eröffnet wurde das „neue privilegierte Comödienhaus“ Ostern 1783. Zur Premiere gab es Shakespeares Richard II. unter der Leitung von Johann Heinrich Böhm.
Der 35 Meter lange, 16,90 Meter breite und 10 Meter hohe Bau trug die Aufschrift: MUSIS GRATISQUE DECENTIBUS 1783 („Musen sind immer kostenlos 1783“), die an seiner Fassade angebrachten Sandsteinvasen wurden 1790 für die Apostelkirche nachgebildet. Die 12,50 Meter × 15 Meter große Bühne wurde von Zeitgenossen als zu klein kritisiert. Der Zuschauerraum bildete ein Amphitheater in Form eines spitz zulaufenden Ovals mit drei Stockwerken. 1805–1806 erhielt er eine von Matthias Joseph de Noël entworfene, von Maximilian Fuchs ausgeführte neue, an Allegorien und Bildwerk reiche Ausstattung, dabei ersetzte der neue Empirestil im „egyptischen Geschmack“ das Rokoko-Ambiente. Um Zuschauer nicht mit Wagenrasseln zu belästigen, wurde die Schmierstraße jeden Abend abgesperrt. Im Zuge der Reformierung der Straßennamen während der Franzosenzeit wurde die Schmierstraße am 16. Dezember 1812 in Komödienstraße umbenannt, das Theater befand sich auf Höhe der Komödienstraße Nr. 40/42. Die Besatzer in der Franzosenzeit nahmen das an der Schmierstraße stehende Komödienhaus zum Anlass, der Straße den Namen „Rue de la Comédie“ zu geben. Der der Kunst und seiner Stadt verbundene Kölner Sammler und Mäzen Ferdinand Franz Wallraf setzte sich später erfolgreich für den Erhalt der geänderten Bezeichnung ein. Das Theater musste 1827 wegen Baufälligkeit abgerissen werden.

## Zweites Theater

Ruine des am 16. Februar 1869 abgebrannten Stadttheaters in Köln

Im Jahre 1826 wurde der „Stadtkölnische Theater-Actien-Verein“ zur Finanzierung eines Theaterneubaus gegründet, finanziert durch wohlhabende Bürger. Nach einem Konflikt über den Bauplatz hielt man an der Komödienstraße fest. Der in Paris lebende Kölner Architekt Jakob Ignaz Hittorff fertigte einen Entwurf, dessen Ausführung aber letztlich als zu teuer verworfen wurde. Der Neubau erfolgte schließlich durch den Kölner königlichen Bauinspektor Matthias Biercher. Die Grundsteinlegung für das Kölner „Comödienhaus“ in der Komödienstraße 42–44 war am 8. November 1827, Baubeginn war im April 1828. Nach nur 9 Monaten Bauzeit und Baukosten von 75000 Talern offerierte das Theater ein Fassungsvermögen von 1540 Plätzen. Über seinem Eingang stand die Inschrift LUDIMUS EFFIGIEM VITAE („Wir spielen ein Abbild des Lebens“), sein Zuschauerraum besaß eine gute Akustik und war als Logentheater mit drei Rängen und einer Galerie konzipiert. Die Bühne war mit 21,20 Meter × 27,90 Meter eine der größten in Deutschland. Die Eröffnung fand am 19. Januar 1829 mit Ludwig Spohrs Oper Jessonda statt. Am 22. Juli 1859 wurde es durch Feuer bis auf die Umfassungsmauern zerstört. Nach der Wiedereröffnung am 1. September 1862 zerstörte es ein weiteres Feuer am 16. Februar 1869, wobei 7 Tote zu beklagen waren. Auch die Ausweich-Spielstätte, das „Actien-Theater“, brannte am 9. Mai 1869 vollständig ab. Es lag in der Frohngasse zwischen Zoo Köln und Flora und wurde am 21. April 1867 als Sommertheater eröffnet. Aus finanziellen Gründen entschied man sich für einen neuen Theaterbau in der Glockengasse.
Die Bevölkerung Kölns stieg in dieser Zeit stetig an. Um 1867 lebten circa 125.000 Bürger in der Stadt, 1871 schon etwa 130.000 und nach der Eingemeindung mehrerer Vororte bereits über 280.000. Diese Zahlen, einhergehend mit dem wirtschaftlichen Aufschwung der Stadt, sind als Erklärung für den Bau eines weiteren Theaters zu sehen.

## Stadttheater Glockengasse

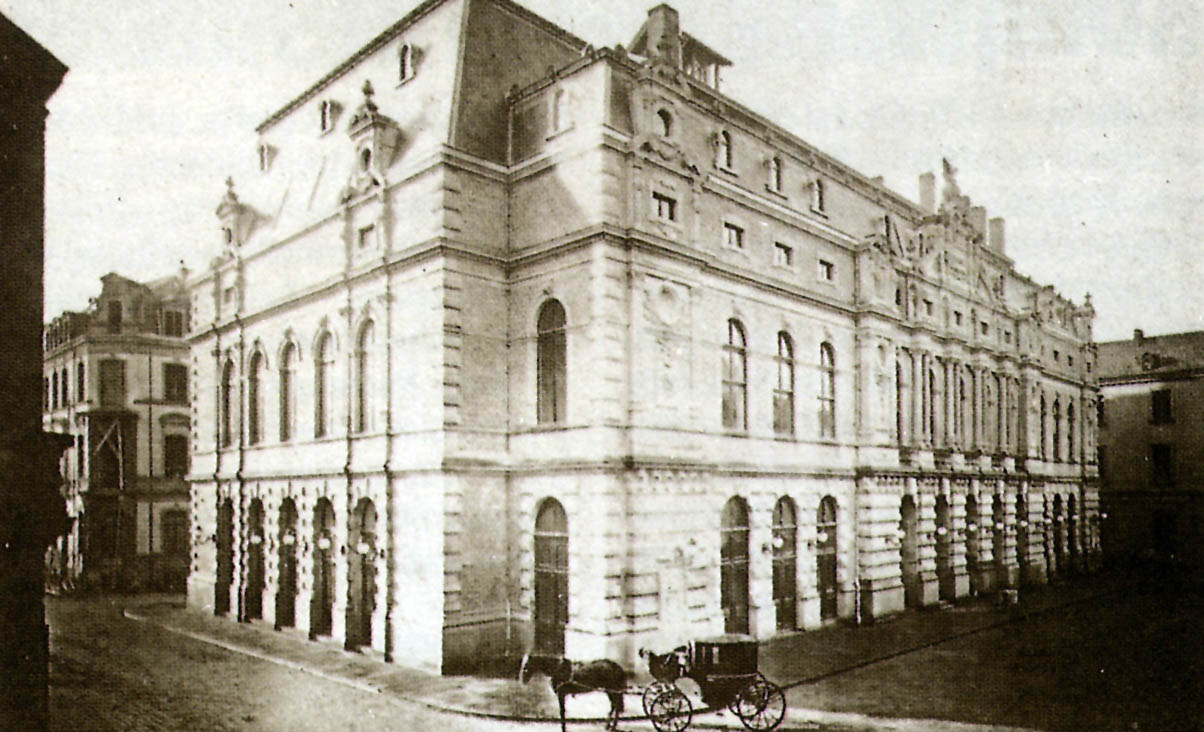
Theater an der Glockengasse um 1872

Nach einem Wettbewerb im Jahr 1869 und Grundsteinlegung am 15. Juni 1870 in der Glockengasse Nr. 17–23 öffnete das von Julius Carl Raschdorff konzipierte Stadttheater („Altes Schauspielhaus“) bei einer bebauten Grundstücksfläche von 1633 m² mit über 1800 Plätzen am 1. September 1872 mit Carl Maria von Webers Der Freischütz seine Pforten. Die Baukosten des 53,35 Meter langen, 30,76 Meter breiten und 15,70 Meter hohen Gebäudes im Stile der deutschen Renaissance beliefen sich auf 700000 Mark. Die nördliche, nach der Glockengasse gelegene Langseite gliederte sich in einen Mittelbau und zwei sich nach Osten und Westen erstreckende Seitenvorbauten. Johannes Böhm erhielt am 10. Februar 1873 die Konzession zum Theaterbetrieb, der den Beginn einer neuen Epoche im Kölner Theaterwesen markierte. Hier sollten nunmehr Oper, Operette, Schauspiel und Ballett ihren Platz finden. Heinrich Behr, erster Direktor des Hauses und selbst Opernsänger, ließ zur Eröffnung Gotthold Ephraim Lessings Minna von Barnhelm aufführen. Das Haus hatte Bestand bis zu seiner Zerstörung durch Bombenangriffe im Zweiten Weltkrieg am 29. Juni 1943. Die Stadt eignete sich das Trümmergrundstück 1943 an.

## Kleinere Theater
Nachdem in Preußen die Gewerbeordnung im Juni 1869 auch eine Liberalisierung des Theaterwesens brachte, eröffneten in Köln einige kleinere Bühnen, die sich neben den großen Theatern auf bestimmte Theatergenres spezialisierten. Franz Stollwerck errichtete 1844 ein „Konzert-Theater und Cafe-Haus“, das 3000 Personen fasste, aber bereits im März 1849 abbrannte. Er hatte bereits im Dezember 1847 in der Schildergasse 49 unbewusst für einen Nachfolgebau gesorgt, dessen Festsaal zunächst „Vaudeville-Theater“, dann „Thalia-Theater“ hieß, ab 1882 „Wilhelmtheater“. Seine 1856 in der abseits gelegenen Bayenstraße 29/31 errichtete „Königshalle“ mit 2400 Sitzplätzen fungierte als Theater-, Konzert- und Ballhaus. Die Stadt Köln lehnte am 24. September 1863 ein ihr unterbreitetes Kaufangebot ab, daraufhin wurde sie zur Bonbonfabrik umgestaltet.
Der Gertrudenhof (Kosename „Geistensterz“) gehörte seit November 1859 dem Zirkusdirektor Oscar Carré und war ein Varieté, das 1875 von der „Lese“, einer Gesellschaft von nationalliberaler Gesinnung, erworben wurde. Es brannte am 25. August 1878 ab. Nachdem Carré weitere Nachbargrundstücke erwerben konnte, ließ er noch 1878 durch Baumeister Heinrich Nagelschmidt einen ständigen Zirkus unter dem Namen „Circus Carré“ bauen. Aus ihm entstand 1886 das „Reichshallen und Operetten Theater“ in der Getrudenstraße 10; es war nach Opern- und Schauspielhaus das drittgrößte Kölner Theater. Wilhelm Josef Millowitsch verlegte sein Puppentheater in das Reichshallen-Theater und rief mit einer großen Eröffnungsveranstaltung am 10. Mai 1895 das heutige Volkstheater mit Die Reise um die Erde in 80 Tagen von Jules Verne in Kölner Mundart ins Leben. Der Getrudenhof am Neumarkt öffnete im September 1869, Besitzer war Manuel Mosler. Das „Victoria-Theater“ am Riehler Türmchen 1 war bis 1867 ein Sommertheater, nach dessen Abriss eröffnete am 21. April 1867 das „Actien-Theater“ zwischen Flora und Kölner Zoo (Frohngasse) als Sommertheater. Es diente als Ausweichtheater für das abgebrannte Schauspielhaus, brannte jedoch selbst drei Monate später am 9. Mai 1869 vollständig nieder. Dem 1870 erbauten „Tivoli-Theater“ blühte am 22. Juni 1874 das gleiche Schicksal. Um den Theaterbetrieb aufrechtzuerhalten, wurde im „Thalia-Theater“ und im Gertrudenhof weitergespielt, doch brannte auch dieser am 25. August 1878 nieder. Im Mai 1868 eröffnete das „Flora-Sommertheater“ mit 1200 Plätzen (bis 1908). Im Actien- und Flora-Theater fanden Uraufführungen von Jacques Offenbachs Werken statt. Als eine der letzten großen privaten Bühnen wurde 1888 auf der Schildergasse das „Wilhelmtheater“ abgerissen. Für die Kölner Bürger gehörte im ausgehenden 19. Jahrhundert der Theaterbesuch zu den beliebtesten Freizeitvergnügungen. Das Varieté-Theater Groß-Köln eröffnete 1912 in der Friesenstraße 44–46, es verfügte mit der „Bonbonniere“ über ein Séparée. Nach Kriegszerstörung entstanden hier 1948 die Sartory-Säle.

## Kölns erste Oper am Habsburgerring

Oper am Habsburgerring

Nach den großen Eingemeindungen bestand im Stadtrat an der Notwendigkeit eines weiteren Bühnenhauses kein Zweifel. So wurde im Mai 1898 ein Neubau am Habsburgerring auf dem Gelände zwischen Aachener Straße und Richard-Wagner-Straße beschlossen. Den Architektenwettbewerb gewann der in Köln als Stadtbauinspektor beim städtischen Hochbauamt tätige Carl Moritz. Nach seinem Entwurf entstand ein Gebäude mit Restaurant und Gartenterrasse im Neobarock-Stil. Das im Jahre 1902 fertiggestellte Haus verfügte über 1800 Plätze, seine Baukosten betrugen 3,9 Mio. Mark. Köln hatte nun zwei große Bühnen, die zuerst als „Vereinigte Stadttheater“, ab der Spielzeit 1906/1907 als Opernhaus und Schauspielhaus firmierten, aber gemeinsam geführt wurden. Im neuen Theater wurden nun vor allem Oper und Drama, im „alten“ Haus in der Glockengasse Schauspiel und Operette aufgeführt. Den Betrieb beider Häuser übernahm Julius Hofmann, der Direktor des Schauspielhauses. Da Theaterbetriebe mittlerweile als einträgliche Unternehmen galten, übernahm Hofmann die Leitung zunächst als Pächter auf eigene Rechnung. Weil jedoch schon bald die beiden Häuser durch das Entstehen von neuen Vergnügungsstätten wie Varietés und Kinos weniger Zuspruch erfuhren, wurden die städtischen Bühnen ab 1905 subventioniert.
Am 27. November 1926 wurde in der Oper am Habsburgerring eines der bedeutendsten Werke der ersten Hälfte des 20. Jahrhunderts uraufgeführt, Béla Bartóks Ballettpantomime Der wunderbare Mandarin. Das Stück löste einen Theaterskandal aus, und der damalige Oberbürgermeister Konrad Adenauer untersagte weitere Aufführungen.
Das Opernhaus wurde im Zweiten Weltkrieg am 22. November 1943 beziehungsweise am 14. Mai 1944 durch Bombenangriffe stark beschädigt und, obwohl wiederaufbaufähig, 1958 abgebrochen. Provisorische Spielstätte war danach die Aula der städtischen Universität.

## Heutige Situation
Schauspielhaus und Oper wurden nicht wieder aufgebaut. Mittlerweile ist die Zahl der städtischen Bühnen weiter gewachsen. Die Bühnen der Stadt Köln fassen alle städtischen Aufführungsorte für Schauspiel, Ballett und Theater etc. zusammen. Daneben findet der interessierte Besucher eine Vielzahl privater Kleinkunstbühnen mit breitgefächertem auch anspruchsvollem Repertoire.